# Arbin
Arbin és un municipi francès situat al departament de la Savoia i a la regió d'Alvèrnia-Roine-Alps. L'any 2007 tenia 757 habitants.

## Demografia

### Població
El 2007 la població de fet d'Arbin era de 757 persones. Hi havia 304 famílies de les quals 68 eren unipersonals (20 homes vivint sols i 48 dones vivint soles), 136 parelles sense fills, 96 parelles amb fills i 4 famílies monoparentals amb fills.
La població ha evolucionat segons el següent gràfic:
Habitants censats

### Habitatges
El 2007 hi havia 351 habitatges, 313 eren l'habitatge principal de la família, 13 eren segones residències i 25 estaven desocupats. 279 eren cases i 72 eren apartaments. Dels 313 habitatges principals, 268 estaven ocupats pels seus propietaris, 39 estaven llogats i ocupats pels llogaters i 6 estaven cedits a títol gratuït; 3 tenien una cambra, 9 en tenien dues, 42 en tenien tres, 99 en tenien quatre i 160 en tenien cinc o més. 245 habitatges disposaven pel capbaix d'una plaça de pàrquing. A 118 habitatges hi havia un automòbil i a 176 n'hi havia dos o més.

### Piràmide de població
La piràmide de població per edats i sexe el 2009 era:
| Homes | Edats   | Dones |
| ----- | ------- | ----- |
| 0     | 95 o +  | 0     |
| 0     | 90 a 94 | 0     |
| 24    | 85 a 89 | 0     |
| 8     | 80 a 84 | 8     |
| 12    | 75 a 79 | 32    |
| 4     | 70 a 74 | 12    |
| 20    | 65 a 69 | 4     |
| 24    | 60 a 64 | 12    |
| 48    | 55 a 59 | 36    |
| 16    | 50 a 54 | 36    |
| 56    | 45 a 49 | 28    |
| 4     | 40 a 44 | 32    |
| 28    | 35 a 39 | 20    |
| 24    | 30 a 34 | 32    |
| 8     | 25 a 29 | 16    |
| 28    | 20 a 24 | 12    |
| 24    | 15 a 19 | 24    |
| 12    | 10 a 14 | 12    |
| 24    | 5 a 9   | 20    |
| 20    | 0 a 4   | 8     |

## Economia
El 2007 la població en edat de treballar era de 481 persones, 347 eren actives i 134 eren inactives. De les 347 persones actives 336 estaven ocupades (172 homes i 164 dones) i 11 estaven aturades (5 homes i 6 dones). De les 134 persones inactives 69 estaven jubilades, 30 estaven estudiant i 35 estaven classificades com a «altres inactius».

### Ingressos
El 2009 a Arbin hi havia 329 unitats fiscals que integraven 807 persones, la mediana anual d'ingressos fiscals per persona era de 21.657 €.

### Activitats econòmiques
Dels 53 establiments que hi havia el 2007, 1 era d'una empresa extractiva, 1 d'una empresa alimentària, 3 d'empreses de fabricació de material elèctric, 3 d'empreses de fabricació d'altres productes industrials, 18 d'empreses de construcció, 16 d'empreses de comerç i reparació d'automòbils, 2 d'empreses de transport, 1 d'una empresa d'hostatgeria i restauració, 2 d'empreses financeres, 1 d'una empresa immobiliària, 4 d'empreses de serveis i 1 d'una entitat de l'administració pública.
Dels 18 establiments de servei als particulars que hi havia el 2009, 2 eren tallers de reparació d'automòbils i de material agrícola, 3 paletes, 3 guixaires pintors, 4 fusteries, 2 lampisteries, 2 electricistes, 1 empresa de construcció i 1 restaurant.
Dels 3 establiments comercials que hi havia el 2009, 2 eren botigues de mobles i 1 una floristeria.
L'any 2000 a Arbin hi havia 8 explotacions agrícoles.

## Equipaments sanitaris i escolars
El 2009 hi havia una escola elemental.

## Poblacions més properes
El següent diagrama mostra les poblacions més properes.